# 斯科加爾

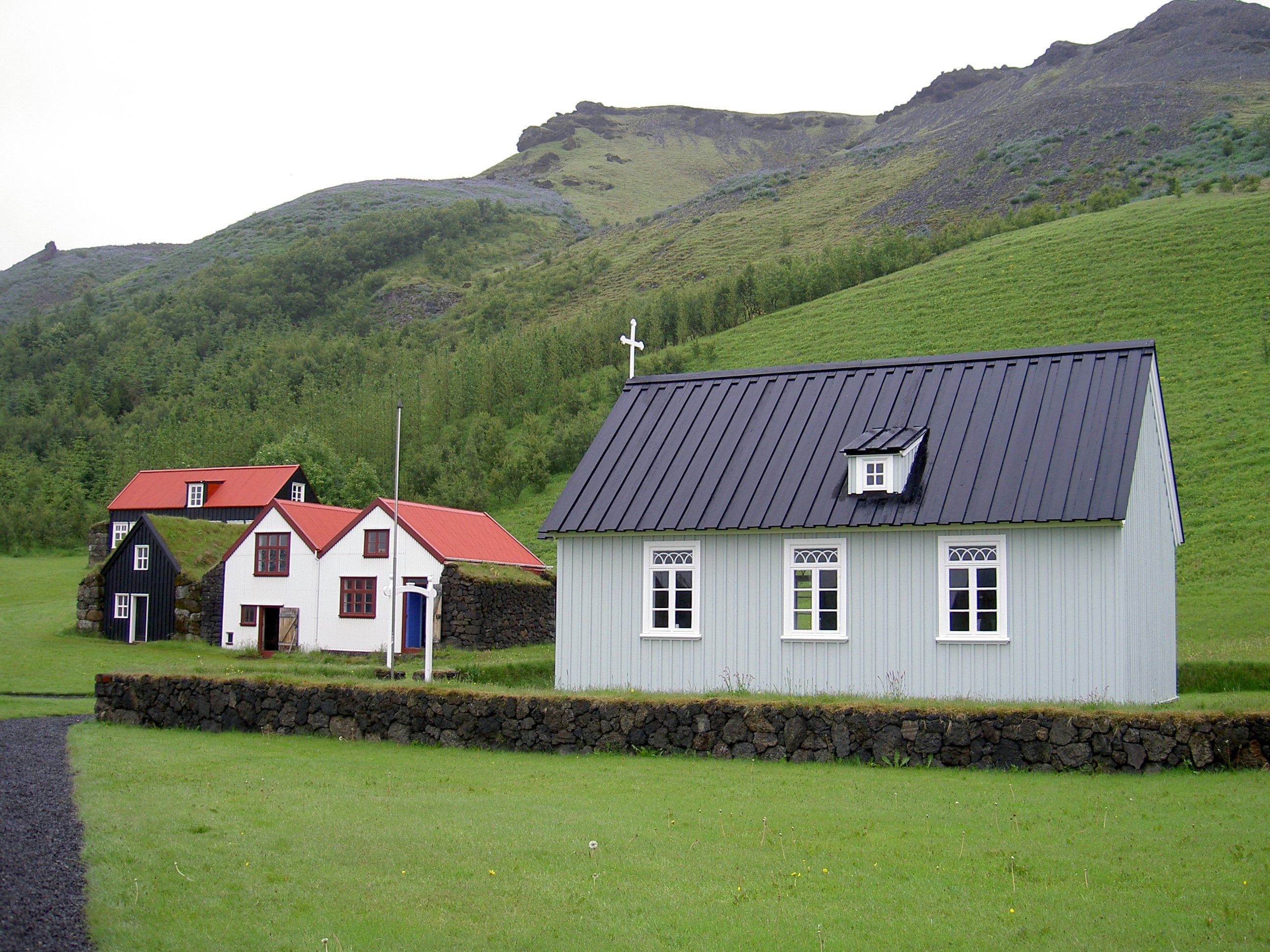
斯科加爾

斯科加爾是冰島南部區东朗高尔辛市镇的村庄，位於該國南部，距離首都雷克雅未克154公里，海拔高度4米，鎮上有兩間博物館，2007年人口25。附近有著名的。

## 外部連結
- Skogar Museum （英語和冰島語）
- Information （页面存档备份，存于）
- Information on the museum (in Icelandic) （页面存档备份，存于）

63°31′29″N 19°30′25″W / 63.52472°N 19.50694°W